# Таран Сергій Вікторович
Таран Сергій Вікторович (12 грудня 1969, Київ) — український політолог, син політика Віктора Тарана (Терена) та брат політолога Віктора Тарана, член політичної партії «Європейська Солідарність». Депутат Київської міської ради до листопада 2023.

## Життєпис
Закінчив з червоним дипломом Київський національний університет імені Тараса Шевченка за фахом «журналістика» (1993 р.), а також з відзнакою — магістратуру Амстердамського університету за фахом «суспільні науки» (1998 р.).
З 1993 по 1996 рр. працював в українських виданнях «Молодь України», «Розбудова державі», аналітичному тижневику УНІАН.
Співзасновник Інституту масової інформації (1995 р.), — експертної організації, яка опікується захистом свободи слова в Україні.
1997—2004 — вів дослідницьку і лекторську роботу у ряді університетів та наукових центрів, зокрема, в Академії Істрополітана, Університеті міста Амстердам, Університеті Дюка, де викладав курси «Міжнародна політика», «Політика міжетнічних стосунків», «Проблеми демократизації у перехідних суспільствах», у тому числі, авторські курси — «Політична самоідентифікація як чинник політики», «Контраверсійна політика: революція і тероризм».
31 травня 2019 року був обраний у президію та центральну політраду партії «Європейська Солідарність».
На місцевих виборах 2020 року був обраний депутатом Київської міської ради ІХ-го скликання.
23 листопада 2023 року склав повноваження депутата Київської міської ради у зв'язку з початком співпраці з ОБСЄ — у рамках проєкту сектора політики та безпеки. Проєкт зосереджуватиметься на питаннях обігу та торгівлі зброєю, що за словами Тарана є пріоритетом під час російсько-української війни.

## Наукові напрямки
Теми наукових досліджень: «Міжетнічні стосунки», «Політекономіка», «Проблеми демократизації у перехідних демократіях». Автор більше 100 публікацій в міжнародних і українських наукових і періодичних виданнях.

## Політологічна діяльність
У 2005 — став співзасновником Центру політологічних і соціологічних досліджень «Соціовимір», незалежного центру, що вивчає політичні та економічні процеси в Україні. Організація має свою соціологічну мережу, регулярно проводить опитування громадської думки, маркетингові дослідження, експертні опитування, контент-аналіз, екзит-поли.
З 2004 — директор Міжнародного інституту демократій, недержавної організації, що досліджує процеси демократизації на пострадянському просторі.
У 2009 році у Національному агентстві з питань іноземних інвестицій та розвитку зайняв керівну посаду. На цій посаді знаходився до 2010 року.
Член Наглядової ради Національної суспільної телерадіокомпанії України.

## Захоплення
Хобі — суспільно-політична міфологія.